# USS Antietam (CG-54)
El USS Antietam (CG-54) fue un crucero lanzamisiles de la clase Ticonderoga de la Armada de los Estados Unidos. Antietam recibió su nombre del lugar de la batalla de Antietam en  1862 en Maryland, entre las fuerzas confederadas bajo el mando del general Robert E. Lee y las fuerzas de la Unión bajo el mando del mayor general George McClellan, durante la guerra civil estadounidense.

## Historial de servicio

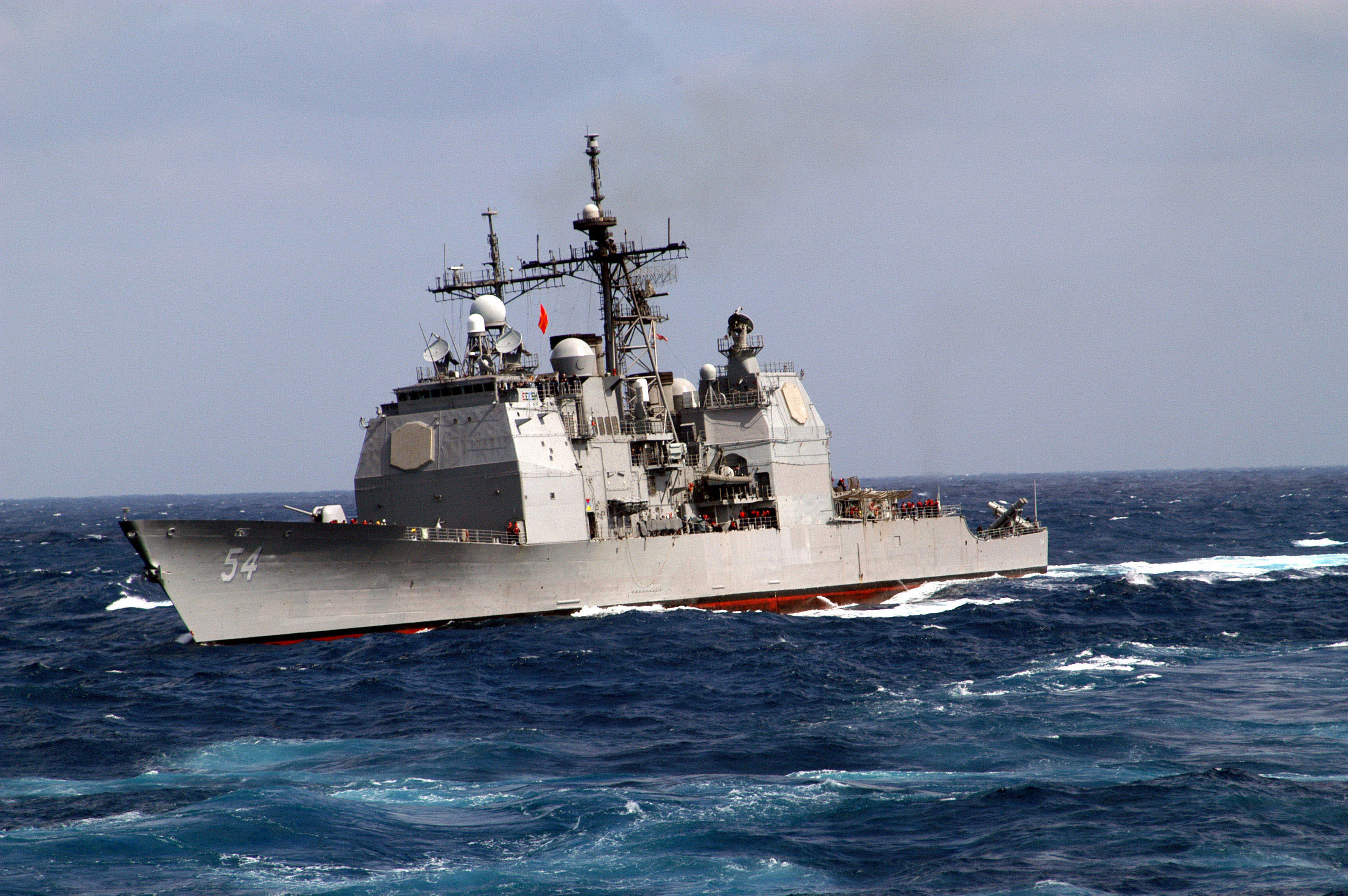
Antietam navegando en los mares agitados del Mar de China Oriental en el año 2003.

En diciembre de 2020, el informe de la Marina de los EE. UU. al Congreso sobre el plan anual a largo plazo para la construcción de buques navales indicó que estaba previsto que el barco fuera puesto fuera de servicio en reserva en 2024.
En mayo de 2022, Antietam tuvo su puerto base en Yokosuka, Japón. Formó parte del Carrier Strike Group 5 liderado por el portaaviones USS Ronald Reagan. El 28 de agosto de 2022, Antietam junto con el barco gemelo Chancellorsville realizaron un tránsito de rutina a través del Estrecho de Taiwán. Este fue el primer tránsito de este tipo que se produjo desde la visita de Nancy Pelosi a Taiwán en 2022.
El 25 de junio de 2023, Antietam, junto con el portaaviones Ronald Reagan y el crucero Robert Smalls, realizaron una visita a Vietnam . Atracaron en el puerto de Tien Sa, Đà Nẵng y permanecieron allí hasta el 30 de junio.